# デカン急行

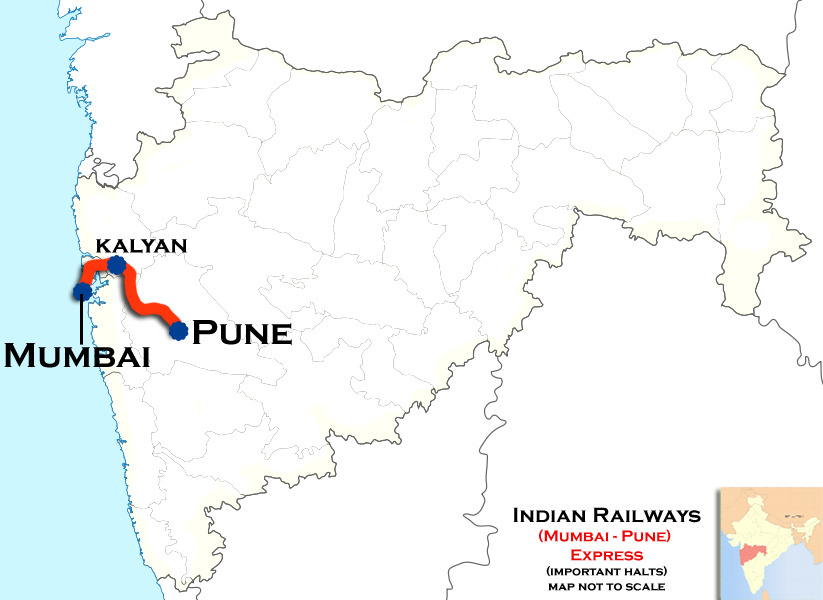
路線図

デカン急行（英語: Deccan Express）は、インドの急行列車の1つ。ムンバイとプネーの間を結ぶ。

## 概要
ムンバイのチャトラパティ・シヴァージー・ターミナス駅とプネーのプネー・ジャンクション駅の間を結ぶ急行列車で、1日1往復が運行されている。客車は長らくICF客車が用いられ2010年代末には更新車両（Utkrisht）も導入されたが、2024年現在はLHB客車が使用されており、2021年6月からは展望車（ビスタドーム、Vistadome）の連結も行われている。

## ギャラリー

### ICF客車時代

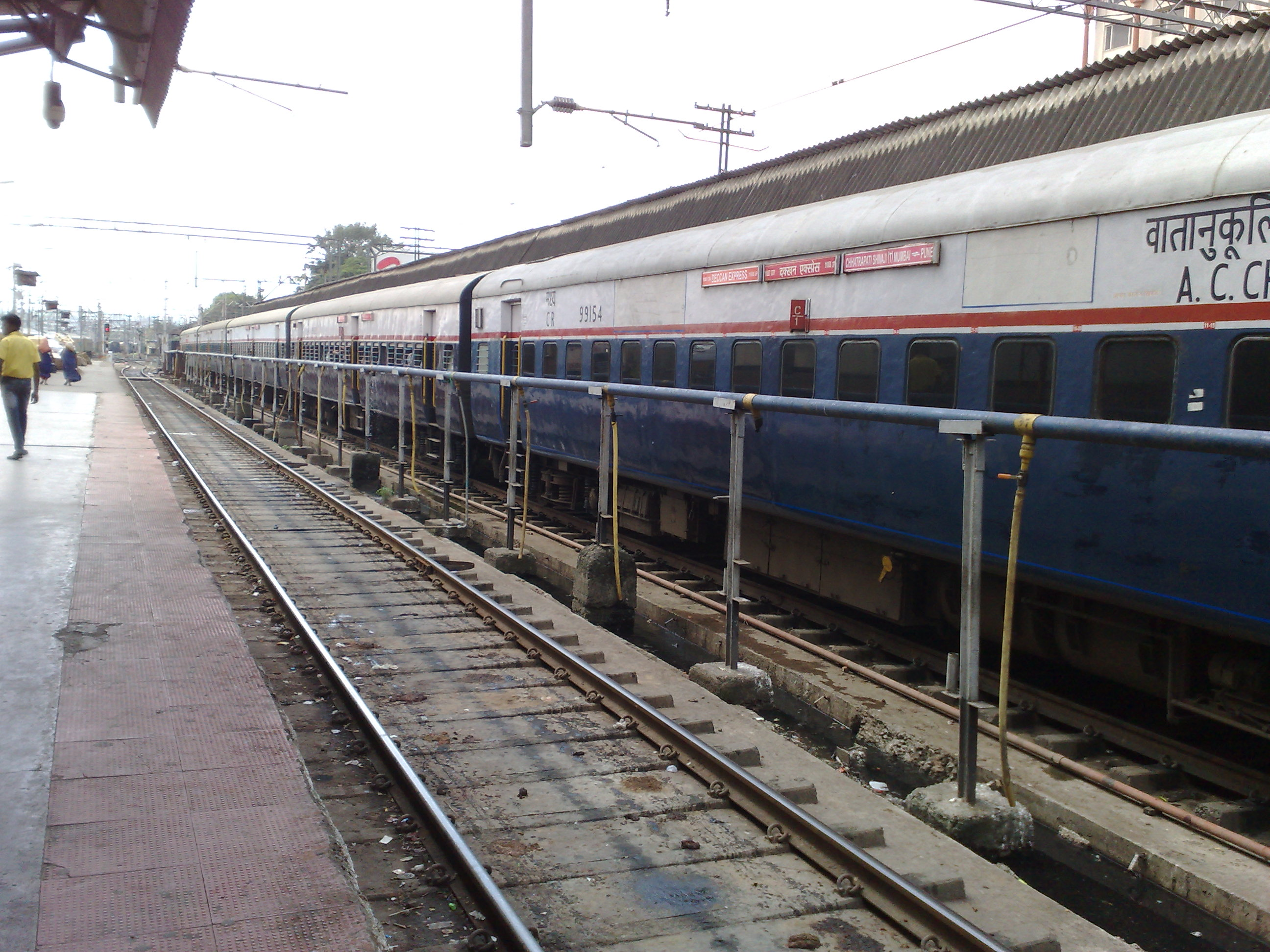
プネー・ジャンクション駅に停車する列車（2013年撮影）
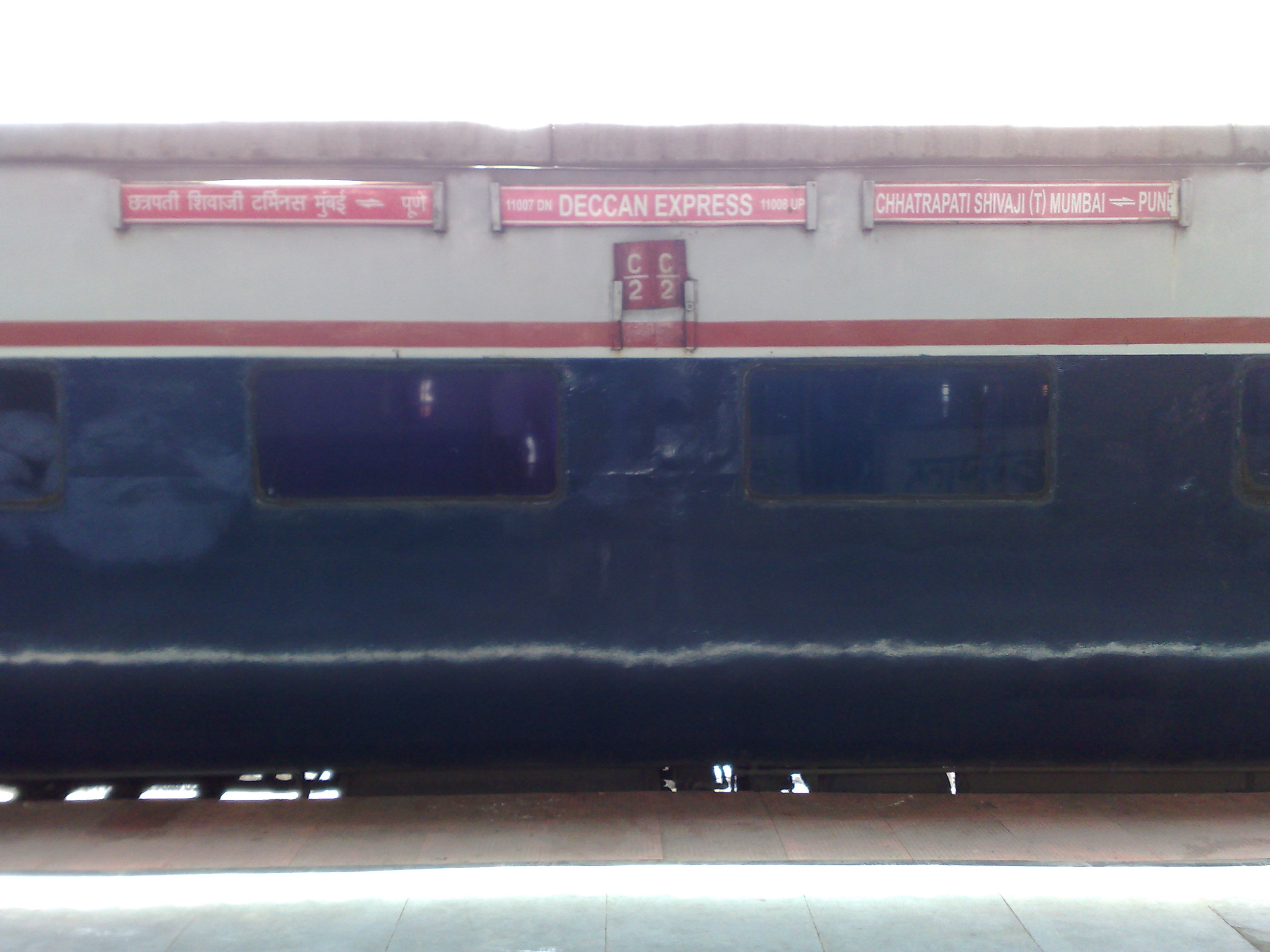
冷房座席車（2013年撮影）
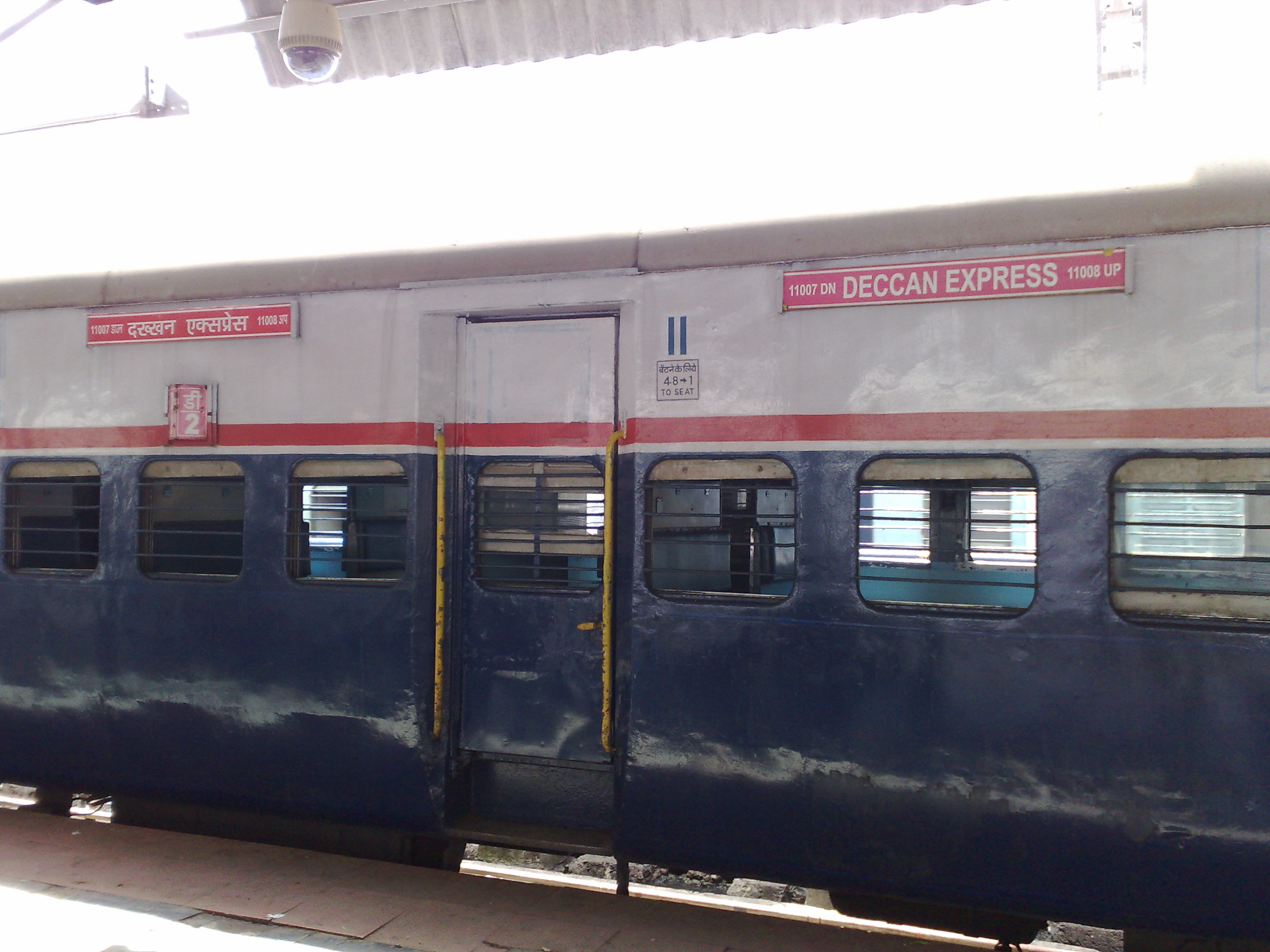
非冷房2等車（2013年撮影）